# Liste der Naturdenkmale in Horath
Die Liste der Naturdenkmale in Horath nennt die im Gemeindegebiet von Horath ausgewiesenen Naturdenkmale (Stand 11. März 2024).

## Naturdenkmale
| Nr.         | Bezeichnung    | Lage                                               | Beschreibung            | Bild                                    |
| ----------- | -------------- | -------------------------------------------------- | ----------------------- | --------------------------------------- |
| ND-7231-461 | Guckelstein    | südwestlich des Ortes; Abteilung Guckelstein Lage  | Felsformation           | Direkt Bild zu diesem Denkmal hochladen |
| ND-7231-462 | Harpelstein    | westlich des Ortes; Abteilung Harpelstein Lage     | Felsformation           | Direkt Bild zu diesem Denkmal hochladen |
| ND-7231-463 | Eiche          | nördlich des Ortes; Flur Mörsborn Lage             | Quercus sp.             | Direkt Bild zu diesem Denkmal hochladen |
| ND-7231-464 | Wagschalenfels | nördlich des Ortes; Abteilung Im Weckenschall Lage | Felsformation           | Direkt Bild zu diesem Denkmal hochladen |
| ND-7231-465 | Drei Eichen    | nördlich des Ortes; Flur Bockenberg Lage           | Quercus sp., drei Bäume | Direkt Bild zu diesem Denkmal hochladen |